# The Day of the Dreader
 The Day of the Dreader (O Dia do Pavor, em tradução literal) é o segundo livro extra da série Como Treinar Seu Dragão, escrita e ilustrada pela autora bestseller Cressida Cowel. Foi lançado no Reino Unido em 2012 pela Editora Hodder Children's Books, em comemoração ao Dia Mundial do Livro.

## Sinopse
A Ilha de Berk está sendo vigiada por um dragão do mar mortal chamado Grande Pavor. Os incêndios estão devastando as florestas e os Hooligans Cabeludos estão presos na ilha, sem qualquer comida! Todos, exceto Banguela que tinha encontrado um estoque de ovos que ele pretende para si ... Mas não se o Grande Pavor tem algo a ver com isso! 

## Enredo
Nesta aventura, um dragão gigantesco nada para a costa de Berk, chamado de Grande Pavor. Os viquingues ouviram muitos contos do temido Grande Pavor, e permanecer em Berk até que ele vá embora. Nesse meio tempo, eles acabam com toda a comida em Berk, deixando-os com apenas ostras. Então, eles passam fome. Após 6 semanas, o Grande Pavor ainda não foi embora, levando Stoico a bolar um plano inteligente e, que envolve-os atacar o Grande Pavor. O plano de Soluço de perguntar ao Dragão o que ele quer é negado por Stoico, e eles atacam na manhã seguinte. Enquanto isso, um Banguela esfomeado percebe que eles deixaram três ovos enterrados perto do Grande Salão e decide cozinha-los enquanto os viquingues não estão. Para sua decepção, os ovos eclodem, e nascem três pequenos dragões que tomam Banguela por seu pai. Como Banguela vê Verme de Fogo voando nas proximidades, ele decide deixá-la comer os dragões, pois eles estão perturbando-o.
Soluço, que está no Pinguim Gordo com Perna-de-Peixe, está tentando perguntar ao Grande Pavor o que quer, mas o plano dá errado. O Grande Pavor grita, e diz que eles roubaram o seu futuro. Ele joga em líquido muito desagradável sobre os viquingues, levando Soluço a crer que todas as histórias sobre o Grande Pavor são exageradas e que ele é apenas um Dragão ferorento gigante. Banguela decide impedir os pequenos Dragões de causar estragos na casa de Soluço. À medida que navegar de volta para Berk, agora sem medo do Grande Pavor, Soluço percebe uma coluna de fumaça saindo de sua casa e se apressa para lá, encontrar os três dragões. Após um deles cospe algum líquido mau cheirose nele, Soluço deduz que Banguela acidentalmente roubou ovos doGrande Pavor e o Grande Pavor está com raiva. Soluço dá ao Grande Pavor seus filhos e tudo está bem novamente. Stoico ordens a Perna-de-Peixe para escrever uma saga sobre o Dia do Pavor, exagerando seus poderes e com um Stoico Poderoso que luta contra o dragão.